# Akatarawa Forest

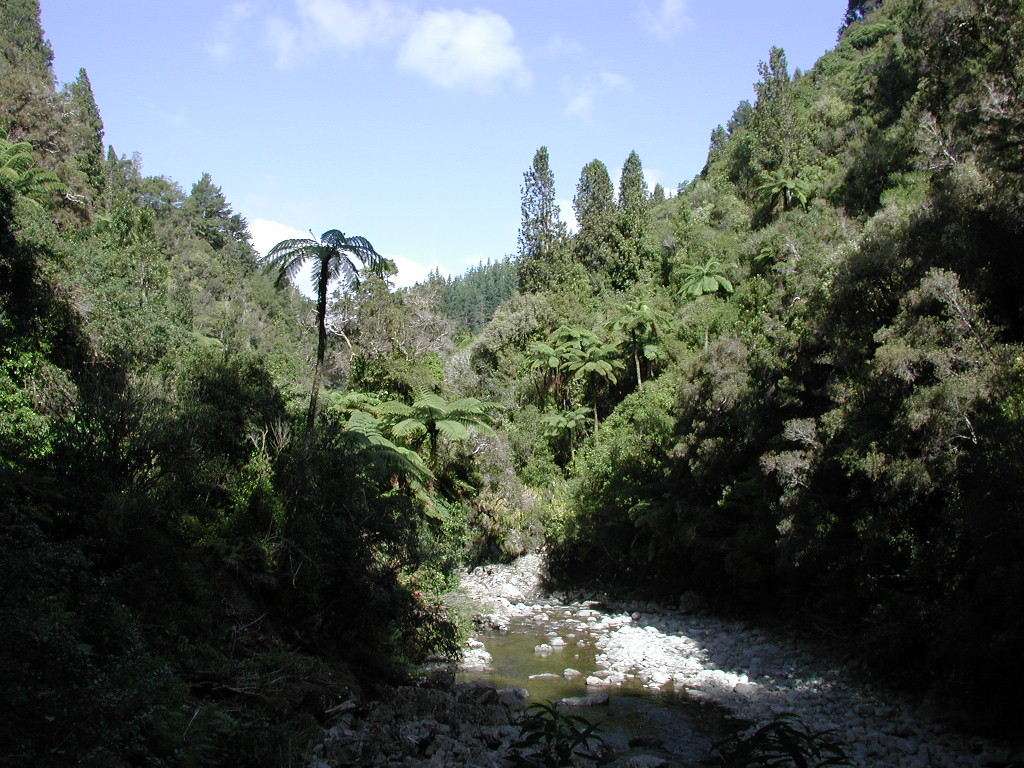
Der Karapoti Gorge im Akatarawa Forest

Der Akatarawa Forest ist ein Wald in der Region Greater Wellington auf der Nordinsel von Neuseeland.

## Geographie
Der Akatarawa Forest liegt zwischen den Städten Upper Hutt, die den Wald im Süden begrenzt und Paraparaumu im Norden des Waldes und an der Küste zur Tasmansee gelegen. Der Wald hat eine Größe von rund 14.000 bis 15.000 Hektar. Die höchste Erhebung des Waldes stellt mit 1529 m der Kakanui am Nordostrand des Waldes dar.

## Namensherkunft
Der Māori-Name des Waldes, Akatarawa, bedeutet ins Englische übersetzt, trailing vines, was so viel bedeutet wie „rankende Kletterpflanzen“. Die Māori nutzten den Wald zum Jagen und zur Versorgung mit Essbarem. Auch durchkreuzten sie den Wald um von der Küste zum Hutt Valley zu gelangen und umgekehrt.

## Geschichte
Bis zur Ankunft der Europäer in Neuseeland existierte der Wald in seiner ursprünglichen Form ohne großen Einfluss durch die Ureinwohner, der Māori. Durch die von den Europäern mitgebrachten und für Neuseeland artfremden Tiere wurde auch der Akatarawa Forest in seiner Fauna erheblich gestört. Hinzu kamen Rodungen und das Abholzen von Teilen des Waldes, insbesondere die Nutzung des Rimu. Zwischen 1900 und 1920 verdienten sich viel Menschen in Sägewerken in der Gegend des Waldes ihren Lebensunterhalt. Sie lebten in kleinen Hütten und besiedelten den Wald. 1911 wurde die Karapoti Road im südlichen Teil des Waldes gebaut. Eisenbahngleich wurden auf ihr die kostbaren Hölzer, wie Rimu, Mataī, Totara, Kahikatea und Miro, nach Upper Hutt transportiert. Noch heute zeugen ausrangierte Maschinen abseits der Straße aus dieser Zeit.
Weitere Veränderungen erfuhr der Wald durch Pflanzungen von exotischen Koniferen, wie der Douglastanne, verschiedenen Zypressenarten und Lebensbäumen zwischen den Jahren 1930 und 1957.

## Heutige Nutzung
Der Akatarawa Forest ist der einzige Wald in der Region, der für motorisierte Fahrzeuge geöffnet ist. Auf den zahlreichen Forst- und alten Transportwegen können Fahrer von allradgetriebenen Fahrzeugen und Enduro-Motorrädern ihrem Freizeitvergnügen nachgehen, öffentliche Veranstaltungen unterstützen diesen Sport. Armee und Polizei nutzen den Wald ebenso für ihr Training.
Des Weiteren steht der Wald auch für Mountainbiker, fürs Reiten und zum Jagen zur Verfügung. Weiterhin wird auch Forstwirtschaft betrieben und der Bevölkerung die Möglichkeit gegeben, nach einem streng reglementierten Plan sich Holz für den Hausbrand zu besorgen. Bei der Vielzahl der Nutzungen, kann man kaum glauben, dass der Wald noch Platz für Wanderer und Waldläufer bietet.